# Гамбург-Уленгорст
Уленгорст (нім. Uhlenhorst) — частина району Гамбург-Північ вільного та ганзейського міста Гамбург. Місцевість розташована на схід від Зовнішнього Альстеру (нім. Außenalster) між гирлами Остербека та Айльбека.